# Guido Guinizzelli
Guido Guinizzelli ou Guido Guinizelli, ou Guy de Guincel, du nom de son père Guinizello di Bartolomeo, (né vers 1230 à Bologne et mort vers 1276 à Monselice) est un poète italien du XIIIe siècle.
Il demeure le père spirituel du dolce stil novo (« Nouveau style doux »). Cette formule a été créée par Dante au chant XXIV du Purgatoire de la Divine Comédie.

## Biographie
Peu de documents biographiques nous sont parvenus au sujet de Guido Guinizzelli. On sait qu'il est issu d'une noble famille bolonaise, celle des Principi, dans laquelle son père est juriste. Il étudie lui aussi le droit, puis à partir de 1268, il exerce les fonctions de juge, voire de consultant juridique dans sa ville natale. Gibelin, il participe aux luttes des Lambertazzi, contre la faction guelfe des Geremei. Avant que les Geremi ne triomphent, il est magistrat de Castelfranco Emilia. Contraint de s'exiler en 1274, il se retire alors à Monselice, près de Padoue, avec sa femme, Bice della Fratta, et son fils, Guiduccio Guinizzelli ; dernière résidence où il meurt deux ans plus tard, à 46 ans. Contemporain de Guittone d'Arezzo, il fait partie des milieux cultivés de la ville universitaire de Bologne.

## Œuvre

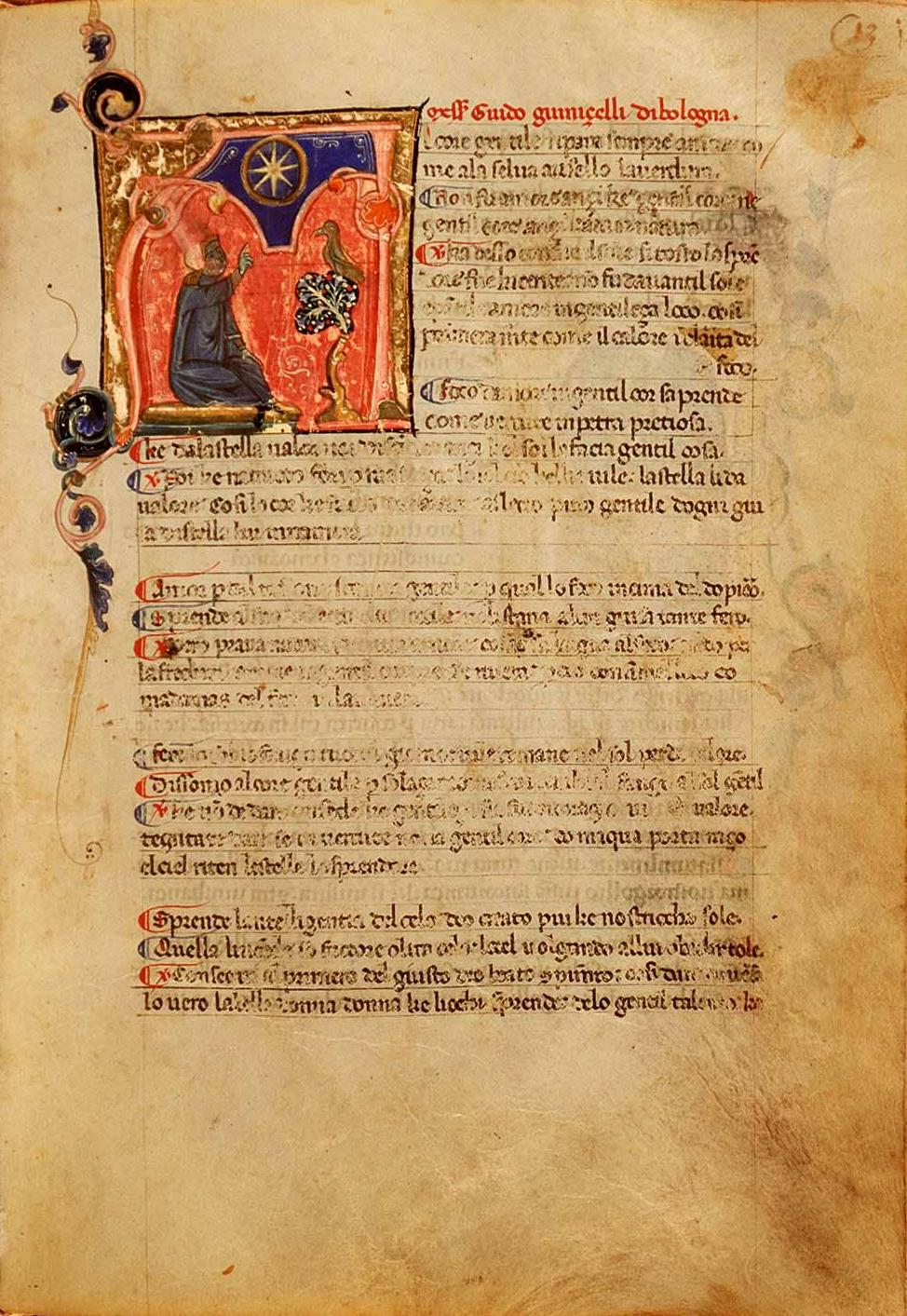
Codex Banco Rari, Guido Guinizzelli, Al cor gentil rempaira sempre amore.

Son mince et original « chansonnier » (canzoniere) n'est composé que de cinq chansons et quinze sonnets. Ce poète, considéré aujourd'hui comme « archaïque », est plus proche par sa thématique et par sa métrique des poètes siciliens de l'époque que des Toscans. Il est célèbre par son Al cor gentil rempaira sempre amore... (« En noble cœur amour se loge toujours... »).
Il est attaqué par Guittone d'Arezzo pour ses comparaisons tirées de la nature et critiqué par Bonagiunta de Lucques pour excès d'intellectualisme et l'usage des citations sacrées. Curieusement, par cette polémique, il s'attire la sympathie posthume des jeunes poètes toscans.
Guido Cavalcanti et surtout Dante Alighieri le considèrent comme leur maître en poésie et le père inspirateur du dolce stil novo. En effet, Dante écrit dans son Purgatoire (Chant XXIV, vers 57) : « ...di qua dal dolce stil novo ch'i' odo ! » (« ...en deçà du doux style neuf que j'entends ! »). Dante célèbrera toute l'excellence de ce style dans son traité théorique : De vulgari eloquentia (II, VI, 6). Selon André Pézard : « Si, en Brunet Latin, Dante trouva un maître de philosophie et de civisme, il élut pour maître de sa poésie amoureuse, Guido Guinizzelli : celui-ci justement qu'il rencontre sur la septième terrasse du purgatoire ».
Au cours de l'un des voyages de Dante à Bologne, « il rencontre aussi des philosophes venus de loin, des Danois averroïstes comme son ami Cavalcanti — l'audace de la doctrine averroïste l'intéresse, et l'intéressera toujours fortement. À son retour, il ramène des textes que ses amis ne connaissent pas encore, les poèmes de Guinizzelli, qui leur sont proches et qui leur serviront de source nouvelle... » Dante, au chant XXVI du Purgatoire, parlera de son maître en poésie en ces termes : « Et moi à lui : "Vos doux écrits/tant que durera l'usage moderne,/feront que leur encre sera chérie." » (vers 112-114)
Cette expérience du stil novo a marqué de son empreinte toute la poésie lyrique des siècles suivants.
Pour T. S. Eliot parlant de la Divine Comédie, « connaître Guido Guinizzelli, Cavalcanti, Cino et d'autres poètes aide énormément à la compréhension du livre. Nous devrions, en fait, étudier le développement de l'art amoureux à partir des poètes provençaux, en prêtant une grande attention aux ressemblances comme aux différences d'esprit ; et étudier aussi le développement de la forme du vers et de la strophe et du vocabulaire. »

## Contenu de l'œuvre

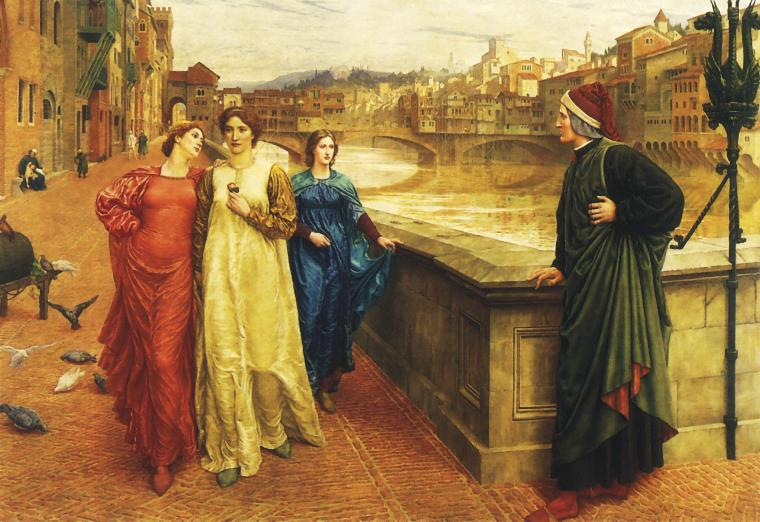
Henry Holiday, Dante meets Beatrice at Ponte Santa Trinita, 1883.

Tant sur le plan formel que thématique, le contenu de l'œuvre est inspiré des poètes siciliens et des poètes provençaux. On peut y lire les motifs de la vassalisation amoureuse, de l'amour comme mort, de la Dame cruelle, ainsi qu'une analyse du processus amoureux.
L'aspect novateur de son art a pour origine une avancée thématique. En effet, il existe d'une part une relation directe entre noblesse de cœur — et non plus de naissance — et amour. D'autre part, la toute-puissance du rayonnement mystique de la Dame est présentée comme un reflet de la gloire de Dieu. Enfin, on peut parler de rupture formelle par la mélodie de la langue, une syntaxe cristalline sans préciosité prosodique. La poésie de Guinizzelli, en raison de l'emploi d'une terminologie scolastique, est très élaborée, pas toujours accessible à la première lecture. Néanmoins, elle demeure d'une puissance vivifiante, elle enthousiasme par sa sève d'images, véritable miroir des sentiments humains.
Dans sa poétique, Guinizzelli affirme, avant Guittone d'Arezzo, le lien amour-noblesse de cœur donc, on peut y voir ici la montée des classes bourgeoises dans la société communale. Ainsi, pour Guinizzelli, l'amour n'est pas une passion sensuelle. Il révèle, comme dans l'amour courtois, la vertu latente de l'amant devenant acte d'amour. L'amant peut donc s'élever moralement. Alors, la Dame devient l'intermédiaire entre l'amant et Dieu. Créature angélique, le poète peut, selon la convention, en faire louange. Par ses comparaisons hardies et vigoureuses, toutes nimbées de lumière, il salue la Dame, montre son inquiétude, son effroi même, face à la force de l'Amour, approfondissant par son écriture, l'analyse des sentiments. Dante appellera cela « la dictée de l'amour ». « I' mi son un che, quando/ Amor mi spira, noto, e a quel modo/ ch'e' ditta dentro vo significando. » « Je suis homme qui note,/quand Amour me souffle, et comme il dicte/au cœur, je vais signifiant. » 
Selon P. Blanc, dans le même article, cette « louange solaire de la Dame, dont le caractère irradiant évoque les derniers troubadours (A Lunel lutz de Guilhem de Montanhagol (en)) révèle aussi une veine guittonienne (voir à ce sujet O caro padre meo). » Chez Dante, qui verra en Guinizzelli un sage, la vertu ainsi que le sentiment d'honneur de la gentilézza transcenderont la beauté de la femme. Dante s'en souviendra dans son éloge de Beatrice Portinari au Paradis de la Divine Comédie.
Pour Henri Longnon, « dans ses rimes, la nouveauté vraiment importante était cette vive intuition du haut et pur sentiment qui l'avait conduit à l'idée de l'Amour conséquence de la noblesse de cœur, et qu'il exprima avec une simplicité, une élégance et une vigueur jusqu'alors inconnues, du moins en Italie. »

## Extrait
Voici le texte-manifeste du Dolce stil novo:

« Al cor gentil rempaira sempre amore
Come l'ausello in selva a la verdura ;
Né fe' amor anti che gentil core,
Né gentil core anti ch'amor, natura :
Ch'adesso con' fu 'l sole,
Si tosto lo splendore fu lucente,
Né fu davanti 'l sole ;
E prende amore in gentilezza loco
Cosi propïamente
Come calore in clarità di foco. »

« En le cœur noble amour toujours s'abrite
Comme en forêt l'oiseau sous la ramée,
Et nature n'a pas créé l'amour
Avant le cœur, ni le cœur avant lui.
Dès que fut le soleil,
Au même instant resplendit la lumière,
Qui ne fut point première.
Amour choisit noblesse pour manoir,
Tout comme la chaleur
Habite la lumière de la flamme. »

« Guido Guinizzelli »